# Кубок Латвії з футболу 2002
Кубок Латвії з футболу 2002 — 61-й розіграш кубкового футбольного турніру в Латвії. Титул втретє поспіль здобув Сконто.

## Календар
| Раунд        | Дата                     | Матчі | Клуби   |
| ------------ | ------------------------ | ----- | ------- |
| Перший раунд | 11 травня 2002           | 3     | 35 → 32 |
| Другий раунд | 8 червня 2002            | 8     | 32 → 24 |
| Третій раунд | 20 червня - 3 липня 2002 | 8     | 24 → 16 |
| 1/8 фіналу   | 2-3 серпня 2002          | 8     | 16 → 8  |
| 1/4 фіналу   | 2 вересня 2002           | 4     | 8 → 4   |
| 1/2 фіналу   | 11/24 вересня 2002       | 4     | 4 → 2   |
| Фінал        | 20 жовтня 2002           | 1     | 2 → 1   |

## Перший раунд
| Команда 1              | Рахунок | Команда 2        |
| ---------------------- | ------- | ---------------- |
| 11 травня 2002         |         |                  |
| Динамо (Саласпілс) (3) | 0:4     | Алуксне (3)      |
| Гулбене (3)            | 4:1     | Кварц Мадона (3) |
| Альбертс (Рига) (3)    | 0:4     | Тукумс 2000 (3)  |

## Другий раунд
| Команда 1               | Рахунок      | Команда 2                |
| ----------------------- | ------------ | ------------------------ |
| 8 червня 2002           |              |                          |
| Смілтене (3)            | 2:6          | Латвияс Берзс (3)        |
| Віола (Єлгава) (3)      | 1:3          | Офрісс (Рига) (3)        |
| Ацтека (Рига) (3)       | 1:1 пен. 8:7 | Ауда-НЕО (3)             |
| Варавішкне (Лієпая) (3) | 0:1          | Фотомікс (Бауска) (3)    |
| Балву Вілкі (3)         | 3:0          | РФШ Націонале (Рига) (3) |
| Алуксне (3)             | 7:0          | Плявіняс (3)             |
| Гулбене (3)             | 3:2          | Фортуна (Огре) (3)       |
| Фламінко (Рига) (3)     | 1:4          | Тукумс 2000 (3)          |

## Третій раунд
| Команда 1               | Рахунок      | Команда 2                           |
| ----------------------- | ------------ | ----------------------------------- |
| 20 червня 2002          |              |                                     |
| Гулбене (3)             | 1:3          | Офрісс (Рига) (3)                   |
| Балву Вілкі (3)         | 1:2          | Робежсардзе (Лудза) (2)             |
| 22 червня 2002          |              |                                     |
| Латвияс Берзс (3)       | 1:4 дч       | Мультибанк (Рига) (2)               |
| Фотомікс (Бауска) (3)   | 1:2          | РКБ Арма (Рига) (2)                 |
| Ацтека (Рига) (3)       | 1:3          | Діттон (Даугавпілс) (2)             |
| Тукумс 2000 (3)         | 6:0          | Алуксне (3)                         |
| РАФ (2)                 | 1:2 дч       | Зібенс/Земессардзе (Даугавпілс) (2) |
| 3 липня 2002            |              |                                     |
| Дижнавагі (Резекне) (2) | 1:1 пен. 4:3 | ЮФЦ Сконто/Лідо-Нафта (Рига) (2)    |

## 1/8 фіналу
| Команда 1                           | Рахунок | Команда 2           |
| ----------------------------------- | ------- | ------------------- |
| 2 серпня 2002                       |         |                     |
| Робежсардзе (Лудза) (2)             | 1:3     | Рига                |
| Діттон (Даугавпілс) (2)             | 1:3     | Вентспілс           |
| 3 серпня 2002                       |         |                     |
| Мультибанк (Рига) (2)               | 0:2 дч  | Металургс (Лієпая)  |
| Тукумс 2000 (3)                     | 2:1     | Дінабург            |
| Зібенс/Земессардзе (Даугавпілс) (2) | 2:5     | Сконто              |
| ПФК Даугава (Рига)                  | 1:0     | Валмієра            |
| Дижнавагі (Резекне) (2)             | 0:6     | РКБ Арма (Рига) (2) |
| Офрісс (Рига) (3)                   | 0:4     | Ауда (Рига)         |

## 1/4 фіналу
| Команда 1           | Рахунок      | Команда 2          |
| ------------------- | ------------ | ------------------ |
| 2 вересня 2002      |              |                    |
| Рига                | 0:4          | Вентспілс          |
| РКБ Арма (Рига) (2) | 1:6          | Металургс (Лієпая) |
| Сконто              | 3:0          | ПФК Даугава (Рига) |
| Тукумс 2000 (3)     | 0:0 пен. 4:5 | Ауда (Рига)        |

## 1/2 фіналу
| Команда 1          | Заг. | Команда 2 | 1-й матч | 2-й матч |
| ------------------ | ---- | --------- | -------- | -------- |
| 11/24 вересня 2002 |      |           |          |          |
| Металургс (Лієпая) | 5:3  | Вентспілс | 3:1      | 2:2      |
| Ауда (Рига)        | 2:9  | Сконто    | 1:4      | 1:5      |

## Фінал
| 20 жовтня 2002 |

| Сконто                          | 3:0      | Металургс (Лієпая) |
| ------------------------------- | -------- | ------------------ |
| Буйткус 31', 76' Кшанавичюс 90' | Протокол |                    |

| Сконто, Рига Глядачів: 1 000 Арбітр: Роман Лаюкс |